# Nimaatapis
Nimaatapis (Nimaathapi, Nima at-Hapi) – żona i matka władców starożytnego Egiptu z II dynastii w trzecim tysiącleciu przed naszą erą.
Istnieje kilka teorii odnośnie do tej królowej:
- Była córką Chasechemui, żoną Sanachta i matką Dżesera.
- Była żoną króla Chasechemui oraz matką Dżesera i Sanachta.
- Była żoną Chasechemui, z którym miała dwie córki, które wyszły za Dżesera i Sanachta.

Na zabytkach wspominana jako „matka królewskich dzieci” i „matka króla Górnego i Dolnego Egiptu”. W okresie małoletności Dżesera pełniła funkcję regentki.